# Aguilar de Codés
Aguilar de Codés ist ein nordspanisches Dorf und eine Gemeinde (municipio) mit 75 Einwohnern (Stand: 2024) im Süden der Autonomen Gemeinschaft Navarra. 

## Lage und Klima
Aguilar de Codés liegt gut 65 km (Fahrtstrecke) westsüdwestlich von Pamplona bzw. ca. 14 km nordnordöstlich von Logroño in einer Höhe von ca. 730 m. Das Klima ist gemäßigt bis warm; Regen (633 mm/Jahr) fällt überwiegend im Winterhalbjahr.

## Bevölkerungsentwicklung
| Jahr      | 1970 | 1981 | 1991 | 2001 | 2011 | 2021 |
| Einwohner | 315  | 166  | 110  | 101  | 104  | 69   |

## Sehenswürdigkeiten
- Kreuzkirche
- Christopheruskapelle
- Bartholomäuskapelle
- Josephskapelle

## Persönlichkeiten
- Juan Antonio Guergué (1789–1839), Militär